# 野洲市立祇王小学校
野洲市立祇王小学校（やすしりつ ぎおうしょうがっこう）は、滋賀県野洲市上屋にある公立の小学校である。

## 歴史・沿革
- 1886年（明治19年）10月1日 - 尋常科永原小学校が開校する。この日を開校記念日とする
- 1953年（昭和28年） - 教員の手により副読本『ひらけていくわが村』が製作される。翌年、大阪書籍の教科書『小学社会四年生上』に転載[1]
- 2004年（平成16年）10月1日 - 野洲町の市制施行に伴い、野洲市立祇王小学校に改称する

## 周辺
- 宅地造成開発により、児童数が増加傾向にある。
- 校舎は永原城跡にある。
- 祇王の地は北村季吟生誕の地であり、校歌にも歌われている。
- 祇王の地は平家物語にも登場し、平清盛に寵愛された妓王の生誕の地である。そして、妓王が平清盛に作らせた祇王井川は校歌にも歌われている。

## 交通アクセス
- JR琵琶湖線 野洲駅北口より近江バスに乗車、永原住宅前バス停下車